# Elżbieta Malinowska (naukowiec)
Elżbieta Malinowska (ur. 16 stycznia 1974 w Skórcu) – nauczyciel akademicki, doktor habilitowany w dyscyplinie agronomia, specjalność ochrona i kształtowanie środowiska na Wydziale Przyrodniczym Uniwersytetu Przyrodniczo-Humanistycznego w Siedlcach, Instytut Rolnictwa i Ogrodnictwa, autorka licznych publikacji naukowych i patentów.

## Życiorys
Absolwentka I Liceum Ogólnokształcącego im. Bolesława Prusa w Siedlcach (1993). W 2000 roku otrzymała stopień magistra inżyniera rolnictwa na Wydziale Rolniczym Akademii Podlaskiej w Siedlcach (obecnie Uniwersytet Przyrodniczo-Humanistyczny w Siedlcach). W tym samym roku rozpoczęła pracę na stanowisku asystenta. 
W 2008 roku otrzymała stopień doktora na podstawie rozprawy doktorskiej Wpływ wapnowania i dawki osadu ściekowego na plon roślin i formy metali ciężkich w piasku gliniastym lekkim. W 2017 roku na mocy decyzji Centralnej Komisji do Spraw Stopni i Tytułów uzyskała stopień naukowy doktora habilitowanego na Wydziale Przyrodniczym Uniwersytetu Przyrodniczo-Humanistycznego w Siedlcach. Od 2018 roku zatrudniona na stanowisku profesora uczelni. 

## Działalność naukowa
Działalność naukowa dotyczy przyrodniczego wykorzystania organicznych materiałów odpadowych, specjacji metali ciężkich w glebie oraz w odpadach, a także uprawy i energetycznego wykorzystania roślin wieloletnich (Miscanthus giganteus, Miscanthus sinensis, Miscanthus sacchariflorus, Salix, Panicum virgatum, Spartina pectinata).
Dorobek naukowy stanowi 104 publikacje naukowe, z których znaczna większość to oryginalne prace twórcze, znajdując się w bazie Web of Science. Dodatkowo Elżbieta Malinowska jest współautorką 8 patentów, zatwierdzonych przez Urząd Patentowy Rzeczypospolitej Polskiej.

## Odznaczenia
- Srebrny Medal za Długoletnią Służbę (2021).